# Gidon Ezra
Gidon Ezra (hebr. גדעון עזרא, ur. 30 lipca 1937 w Jerozolimie, zm. 17 maja 2012) – izraelski polityk, poseł Knesetu w latach 1996–2012 i minister środowiska w rządzie Ehuda Olmerta.

## Życiorys
Urodził się 30 lipca 1937 w Jerozolimie. Służył w Izraelskich Siłach Obronnych w latach 1955–1958 w ramach programu Nahal. Pomiędzy 1962 a 1995 rokiem służył także w Szabaku. Później zasilił sektor prywatny, pracował dla firmy izraelskiej Ituran. W 1996 po raz pierwszy dostał się do Knesetu jako członek partii Likud. Ponownie został parlamentarzystą po wyborach w 1999 i 2003 roku. Tuż po tym, jak Ariel Szaron pokonał Ehuda Baraka w wyborach premiera w 2001 roku, Ezra został wiceministrem ds. bezpieczeństwa wewnętrznego.

W sierpniu 2002 roku wywołał kontrowersje, wypowiadając się na temat spodziewanego ataku USA na Irak: 
Im bardziej agresywny będzie ten atak, tym więcej pomoże Izraelowi przeciwko Palestyńczykom.
 Dodał także, że akcja Stanów Zjednoczonych przeciwko Irakowi na doprowadzi bez wątpienia do psychologicznego uderzenia w Palestyńczyków.
Otrzymał pierwszą nominację na stanowisko ministerialne po wyborach w 2003 roku, zostając ministrem w biurze premiera. Gdy Binjamin Elon został zdymisjonowany z funkcji ministra turystyki w lipcu 2004 r., zastąpił go Gidon Ezra, początkowo jako pełniący obowiązki szefa resortu (pełnoprawnym ministrem turystyki został w sierpniu 2004 r.). Od września 2004 r. był również osobą pełniącą obowiązki ministra bezpieczeństwa wewnętrznego, zaraz po tym, jak Cachi Hanegbi zrezygnował z powodu postawionych mu zarzutów korupcyjnych. Pełnoprawnym szefem resortu został w tym przypadku w listopadzie 2004 r.
W styczniu 2005 został zastąpiony na stanowisku ministra turystyki przez Arahama Hirszsona. Wraz z utworzeniem partii Kadima Ariela Szarona, przyłączył się do tego ugrupowania. Jednocześnie przejął resort środowiska od członka Partii Pracy, Szaloma Simchona. W listopadzie 2005 roku, podczas wiecu, Ezra został zaatakowany przez przeciwników planu Ariela Szarona likwidacji żydowskich osiedli w Strefie Gazy. Powodem tego było poparcie, jakiego udzielił zamysłom premiera.
Po wyborach w 2006 roku został ministrem ochrony środowiska w rządzie Ehuda Olmerta. W kwietniu 2007 sprzeciwił się planom budowy elektrowni słonecznej niedaleko Dimony na pustyni Negew, ze względu na zagrożenie, jakie mogłaby wywołać dla istnienia tamtejszych rzadkich gatunków zwierząt i roślin.